# 耶律撻不也
耶律挞不也（？—1077年），名又作塔不也、达不也。字撒班。辽国（契丹）将领。皇族季父房後裔。林牙（契丹官名，掌文翰）耶律高家之子。
辽道宗清宁（1055年—1064年）年间，补任牌印郎君，累進永兴宫使。清宁九年（1063年）八月，参预平定耶律重元之乱，因为功劳知点检司事，赐平乱功臣的称号，出为怀德军节度使。咸雍五年（1069年），转任遥辇剋。大康三年（1077年），任北院宣徽使。得知耶律乙辛谋害太子耶律濬的阴谋，想要杀死耶律乙辛、蕭得裏特、蕭十三等人。事情泄露被耶律乙辛察知，耶律乙辛令其党诬陷耶律挞不也参预废立事，耶律挞不也被杀。乾統年間，追封耶律挞不也为漆水郡王，在宜福殿画像。

## 延伸阅读
[在维基数据编辑]
 《遼史·卷99》，出自脱脱《遼史》